# Bernard Gerland
Pour les articles homonymes, voir Gerland (homonymie).
 (février 2008).
Si vous disposez d'ouvrages ou d'articles de référence ou si vous connaissez des sites web de qualité traitant du thème abordé ici, merci de compléter l'article en donnant les références utiles à sa vérifiabilité et en les liant à la section « Notes et références ».
Bernard Gerland, né le 16 août 1939 à Villefranche-sur-Saône et mort le 11 février 2020 à Pierre-Bénite, est un acteur et auteur français qui a participé à la guerre d'Algérie comme appelé du contingent.

## Biographie
Né en 1939 à Villefranche-sur-Saône dans le Rhône il fut d'abord instituteur, conducteur de travaux dans le bâtiment, permanent syndical puis permanent politique, ouvrier en bâtiment et entretemps appelé du contingent dont 2 ans en Algérie (de 1960 à 1962).
À 55 ans, il se reconvertit au théâtre grâce au travail de mémoire qu'il écrit en 1995, Ma guerre d'Algérie. L'œuvre est présentée pendant les années suivantes à un public divers : jeunes, scolaires, universitaires, associations et anciens combattants de la guerre d'Algérie. Le spectacle est également joué devant des  publics d'origine algérienne.
L'œuvre de Bernard Gerland suscite un certain nombre de travaux (notamment scolaires et universitaires)[réf. nécessaire] auxquels il s'associe. Ces  travaux ont souvent trait à la nature même de l'acte théâtral.
En 2001, il crée l'association Parlons-en, avec des amis sensibilisés au spectacle "Ma Guerre d'Algérie", au moment où ce spectacle est programmé au Festival d'Avignon. Son but est de promouvoir, par l'expression artistique, le débat public autour du thème de la mémoire ; et ainsi de réaliser un travail de libération de la parole, de conscientisation et d'éducation populaire.
L'association Parlons-en a produit plusieurs spectacles dont Les Folles d'enfer ou De l'ouvrage ou la mort.

## Théâtre
- La Chaise, Clowns du léger bagage
- Mon Isménie d'Eugène Labiche, Joëlle Sévilla
- Balles, Bruno Dureault et Clémence Petit-Perrot
- Pelléas et Mélisande, de Maurice Maeterlinck, Nicolas Suire
- Jacques le Fataliste, de Denis Diderot, Cie Passacaille Théâtre
- Casimir et Caroline, d'Ödön von Horváth, Laurent Deverrière
- Bleu de Travail, Tommaso di Ciaula, Laurent Deverrière
- La Colline aux Canuts, tragédie pour le temps présent de Roland Thévenet
- De l'ouvrage ou la mort, à partir d'articles de "L'écho de la Fabrique", Parlons-en
- Les Folles d'enfer, Mâkhi Xénakis, Cie Passacaille Théâtre / Parlons-en
- La Nébuleuse de Jean Quichotte, Christiane Cayre
- Ma guerre d’Algérie, Bernard Gerland, Parlons-en

## Filmographie

### Cinéma
- 2010 : L'Âge de raison d'Yann Samuell :  un vieux monsieur
- 2004 : Après l'été, Daniel Pelligra (Prysm'Images)
- 2002 : Quand tu descendras du ciel d'Éric Guirado (Harpo Production)
- 2001 : Une hirondelle a fait le printemps de Christian Carion (Sud-Ouest Production)
- 2000: Mon père, il m'a sauvé la vie de José Giovanni (Ciné-Valse Production) : L'homme endimanché

### Télévision
- 2002 :  La Victoire des vaincus, téléfilm de Nicolas Picard, VLR Production et France 3
- 2006 : Le Serment de Mado, téléfilm de François Luciani (Exilène Films) : Monsieur Geoffroy  sur France 3
- ? : Louis la Brocante, Pierre Sisser, Patrick Marty, sur France 3
- ? : Le Dernier survivant, court-métrage de Jean-Marc Surcin (Chaz Production et France 2)

### Vidéo
- 2016 : Ma guerre d'Algérie de et par Bernard Gerland, captation du spectacle homonyme réalisée par Véronique Garcia (Camp de Base).
- 2016: Notre guerre d'Algérie, film documentaire réalisé par Christian Nadin évoquant les enjeux du spectacle de Bernard Gerland.

## Publication
- Ma guerre d'Algérie, édition Golias, 2003.